# Брантли (Алабама)
Брантли (енгл. Brantley) град је у америчкој савезној држави Алабама. По попису становништва из 2010. у њему је живело 809 становника.

## Демографија
Према попису становништва из 2010. у граду је живело 809 становника, што је 111 (12,1%) становника мање него 2000. године.
| Група             | 2000.       | 2010.       |
| Белци             | 546 (59,3%) | 450 (55,6%) |
| Афроамериканци    | 370 (40,2%) | 314 (38,8%) |
| Азијати           | 0 (0,0%)    | 4 (0,5%)    |
| Хиспаноамериканци | 1 (0,1%)    | 16 (2,0%)   |
| Укупно            | 920         | 809         |